# Мурашинський район
Мураши́нський район (рос. Мурашинский район) — район у складі Кіровської області Російської Федерації. Адміністративний центр — місто Мураші.

## Історія
Район був утворений 10 липня 1929 року у складі Вятського округу Нижньогородського краю із частини колишнього Орловського повіту Вятської губернії. З 1934 року район перебував у складі Кіровського краю, з 1936 року — Кіровської області. 14 вересня 1959 року до складу району була включена частина територія ліквідованого Опарінського району. 1 лютого 1963 року до району була приєднана територія ліквідованого Верховинського району, однак 12 січня 1965 року він був відновлений як Юр'янський район. 30 грудня 1966 року був відновлений і Опарінський район.
7 грудня 2004 року, в рамках муніципальної реформи, у складі району були утворені 1 міське (Мурашинське) та 7 сільських поселень (Безбожніковське, Боровицьке, Верхораменське, Даниловське, Октябрське, Паломохінське, Старовірчеське). 2012 року усі сільські поселення були об'єднані у Мурашинське сільське поселення.

## Населення
Населення району складає 11204 особи (2017; 11448 у 2016, 11716 у 2015, 11991 у 2014, 12210 у 2013, 12499 у 2012, 12845 у 2011, 12905 у 2010, 14249 у 2009, 15951 у 2002, 20188 у 1989, 23197 у 1979, 29100 у 1970).

## Адміністративний поділ
Станом на 2012 рік район адміністративно поділявся на 1 міське поселення та 1 сільське поселення. Станом на 2010 рік до його складу входило 46 населених пункти, з яких 14 не мали постійного населення, але ще не були зняті з обліку:
| Поселення                      | Площа, км² | Населення, осіб (2002) | Населення, осіб (2010) | Населення, осіб (2017) | Центр            | Населені пункти |
| ------------------------------ | ---------- | ---------------------- | ---------------------- | ---------------------- | ---------------- | --------------- |
| Мурашинське міське поселення   |            | 8084                   | 7052                   | 6540                   | місто Мураші     | 12              |
| Мурашинське сільське поселення |            | 7867                   | 5853                   | 4664                   | селище Безбожник | 34              |

## Найбільші населені пункти
| №  | Населений пункт | Населення, осіб (2002) | Населення, осіб (2010) |
| -- | --------------- | ---------------------- | ---------------------- |
| 1  | Мураші          | 7650                   | 6750                   |
| 2  | Безбожник       | 2934                   | 2363                   |
| 3  | Октябрський     | 1984                   | 1565                   |
| 4  | Паломохіно      | 464                    | 405                    |
| 5  | Старовірчеська  | 506                    | 389                    |
| 6  | Даниловка       | 241                    | 254                    |
| 7  | Верхораменьє    | 304                    | 191                    |
| 8  | Комуна          | 206                    | 190                    |
| 9  | Боровиця        | 244                    | 165                    |
| 10 | Тилай           | 244                    | 105                    |